# KeVaughn Allen
KeVaughn Allen (Little Rock, 10 ottobre 1995) è un cestista statunitense.